# Kelly McCormick
Kelly McCormick (n. 13 februarie 1960, Anaheim, California, SUA) este o săritoare în apă ce a reprezentat Statele Unite ale Americii, medaliată olimpică. A participat la 2 ediții ale Jocurilor Olimpice (1984, 1988) în care a câștigat o medalie de argint și o medalie de bronz.